# Sirus Mirzazade
Sirus Yadulla oglu Mirzazade (en azerí: Sirus Yədulla oğlu Mirzəzadə; Bakú, 22 de enero de 1944) es un pintor de Azerbaiyán, galardonado con el título "Artista del pueblo de la República de Azerbaiyán" en 2018.

## Biografía
Sirus Mirzazade nació el 22 de enero de 1944 en la ciudad de Bakú. Se graduó de Escuela Estatal de Arte de Azerbaiyán en nombre de Azim Azimzade en 1966 y de la Escuela de Pintura, Escultura y Arquitectura de Moscú en 1972. En 1972 se convirtió en miembro de la Unión de Artistas de Azerbaiyán.
Desde 1972 participó regularmente en exposiciones republicanas, de toda la Unión Soviética e internacionales y recibió numerosos premios. Sus exposiciones personales se llevaron a cabo en Bakú y Moscú en 1987, en Francia y Turquía en 1995.
Sus obras han sido expuestas en Azerbaiyán, Rusia, Irán, Turquía, Alemania, Países Bajos, Noruega, Francia, Cuba, Rumania, Bulgaria, Hungría, Siria, Emiratos Árabes Unidos, Reino Unido, Estados Unidos e Italia, y se conservan en museos y colecciones privadas.
Actualmente trabaja como profesor en la Academia Estatal de Arte de Azerbaiyán.

## Premios y títulos
- Premio Humay (1996)
- Artista de Honor de la República de Azerbaiyán (2002)[3]
- Artista del pueblo de la República de Azerbaiyán (2018)[4]